# 奥维尔 (科多尔省)
奥维尔（法語：Orville，法語發音：[ɔʁvil] ⓘ）是法国科多尔省的一个市镇，位于该省东北部，属于第戎区。

## 地理
奥维尔（47°33'48"N, 5°12'45"E）面积2.24 平方千米，位于法国勃艮第-弗朗什-孔泰大區科多尔省，该省份为法国中东部省份，北起奥布省，西接涅夫勒省和约讷省，南至索恩-卢瓦尔省，东南接汝拉省，东临上索恩省，东北部与上马恩省接壤。
与奥维尔接壤的市镇（或旧市镇、城区）包括：瑟隆热、蒂勒沙泰勒、韦罗讷。
奥维尔的时区为UTC+01:00、UTC+02:00（夏令时）。

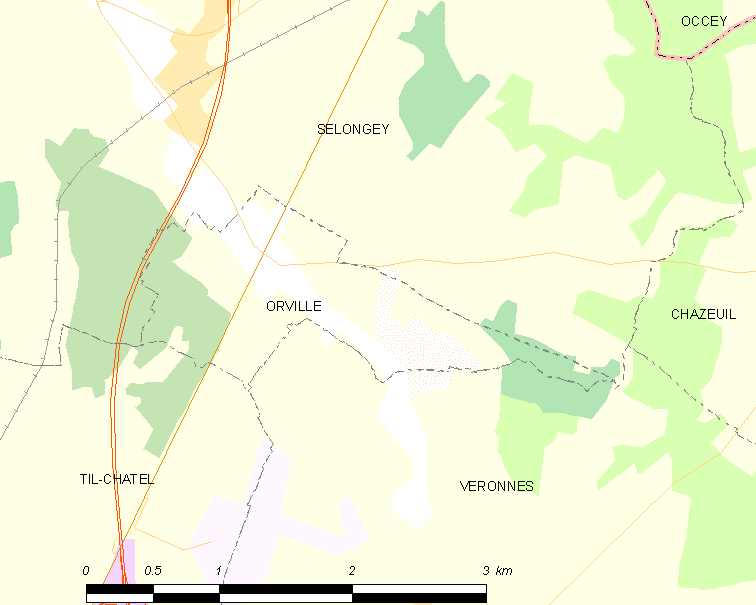
奥维尔的OSM定位图

## 行政
奥维尔的邮政编码为21260，INSEE市镇编码为21472。

## 政治
奥维尔所属的省级选区为蒂耶河畔伊斯县。

## 人口

1962-2008年间奥维尔人口变化图示

奥维尔于2022年1月1日时的人口数量为177人。